# Estación San Rafael (Chile)
San Rafael es una estación ferroviaria chilena ubicada en la localidad en la comuna de San Rafael, que fue construida en el km. 231,0 del FC de Estación Curicó a estación Chillán, y que posteriormente formó parte de la Red Sur de la Empresa de los Ferrocarriles del Estado (EFE). 

## Historia
La estación fue inaugurada en 1874, en función a la construcción del segmento de línea que conectaba el ferrocarril de estación Central de Santiago a estación Curicó y estación Chillán con estación Talcahuano. La estación sirvió como detención de los trenes de pasajeros hasta 1986.
En 2016 la estación fue parte de un recorrido turístico con detención en la estación. El 2017 la estación fue declarada monumento histórico de la región del Maule.
Actualmente la estación se halla clausurada y no recibe pasajeros; la estación aún cuenta con el edificio principal y la cabina de movilización y los cimientos de la bodega.